# Miroslav Šoška
Miroslav Šoška (* 6. prosince 1953) je bývalý slovenský fotbalista, záložník.

## Fotbalová kariéra
V československé lize hrál za ZVL Žilina. Nastoupil v 5 ligových utkáních. Gól v lize nedal.

## Ligová bilance
| Ročník                                   | Zápasy | Góly | Klub       |
| ---------------------------------------- | ------ | ---- | ---------- |
| 1. československá fotbalová liga 1971/72 | 2      | 0    | ZVL Žilina |
| 1. československá fotbalová liga 1972/73 | 1      | 0    | ZVL Žilina |
| 1. československá fotbalová liga 1975/76 | 1      | 0    | ZVL Žilina |
| 1. československá fotbalová liga 1982/83 | 1      | 0    | ZVL Žilina |
| CELKEM                                   | 5      | 0    |            |